# Umuahia
Umuahia est la capitale de l'État d'Abia au Nigeria. Umuahia est située sur le chemin de fer, entre Port Harcourt et Enugu. Umuahia a une population de 359 230 habitants. Le groupe ethnique le plus grand de Umuahia est les Igbo.
Umuahia est connue pour être un grand marché agricole. C'est aussi une base du transport par rail pour les cultures telles que l'igname, le manioc, le maïs, le taro, les agrumes et l'huile de palme.
Umuahia est divisée en deux zones de gouvernement local : Umuahia Nord et Umuahia Sud. La ville est aussi composée de clans Igbos que sont les Umuopara, Ibeku, Olokoro, Ubakala et Ohuhu. Umuahia est traditionnellement gouvernée par les Ibeku : c'est en effet sur leur territoire que les administrateurs britanniques ont à l'origine basé la ville.

## Histoire

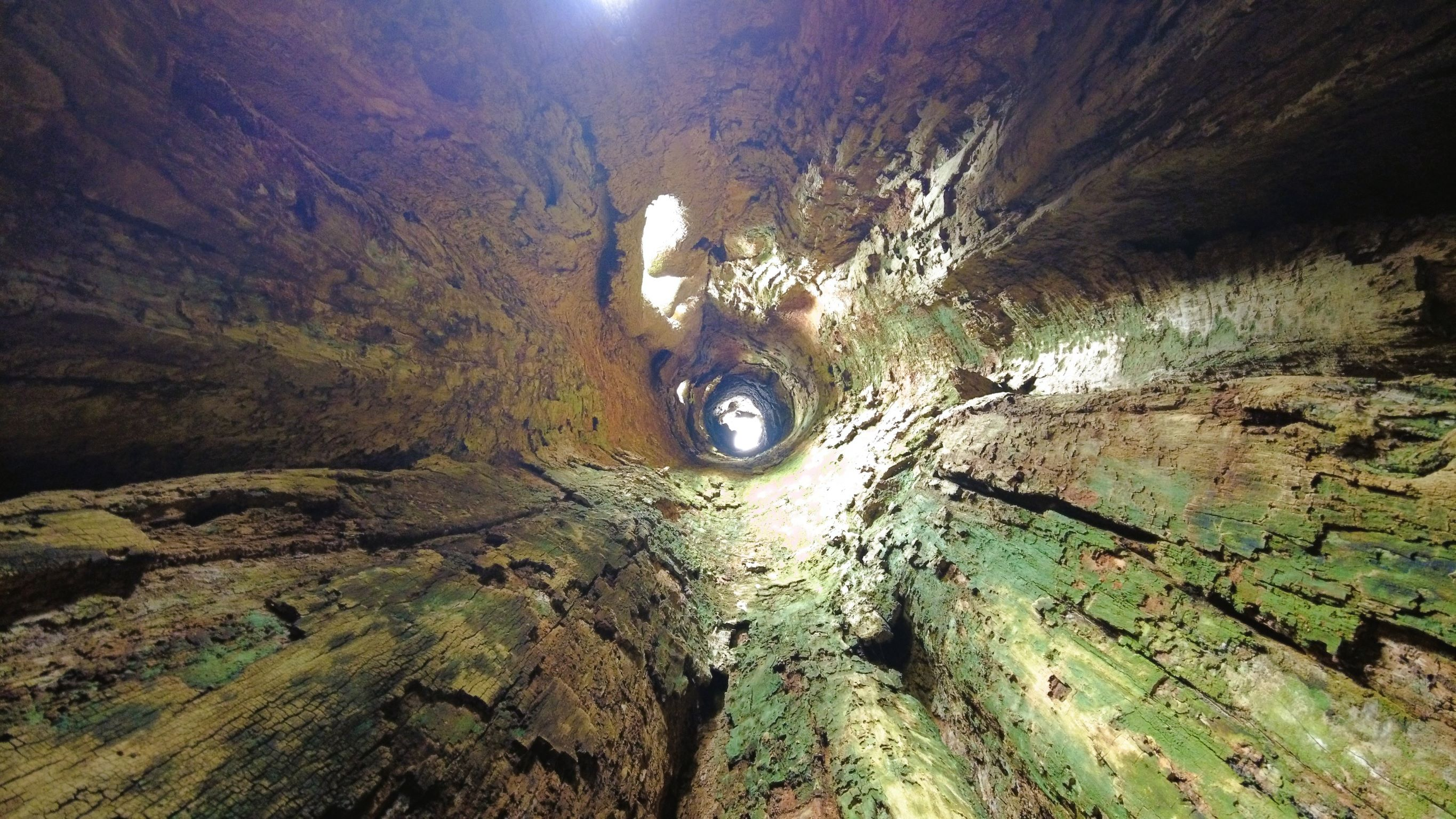
L'arbre creux d'Amakama, un arbre vivant de 42m de haut dans lequel peuvent entrer une dizaine de personnes. Il est situé à Umuahia. L'arbre servait de refuge à la communauté pendant les guerres intertribales et l'époque de la traite des esclaves. Avril 2022.

Les cinq clans qui composent Umuahia ont chacun leurs traditions relatives à la fondation de la ville. Umuahia a été créée comme telle par l'administration Colonie et Protectorat du Nigeria au début du XXe siècle. Le 28 septembre 1967, après que la première capitale de la République du Biafra, Enugu, a été capturé par l'armée nigériane, Umuahia a été déclarée capitale du Biafra. Le 28 juin 1968 Umuahia a été à son tour capturée par les troupes nigérianes mais a été reprise par les soldats du Biafra le 23 juillet de la même année. Le 22 avril 1969 Umuahia a été à nouveau occupée par les troupes nigérianes, mais elles ont été forcés de battre en retraite à cause d'une contre-attaque par les troupes du Biafra. Le 24 décembre 1969, Umuahia est définitivement capturée par le Nigéria et la dernière capitale du Biafra avant sa chute devient Owerri.

## Personnalités liées à la ville
- Clement Chukwu (1973-), champion olympique du 4 x 400 m en 2000.
- Akwaeke Emezi (1987-)
- Jennifer Uchendu (née en 1992), spécialiste du développement durable et de l'éco-anxiété.
- Samuel Chukwueze (1999-), footballeur nigérian.